# Agfacolor

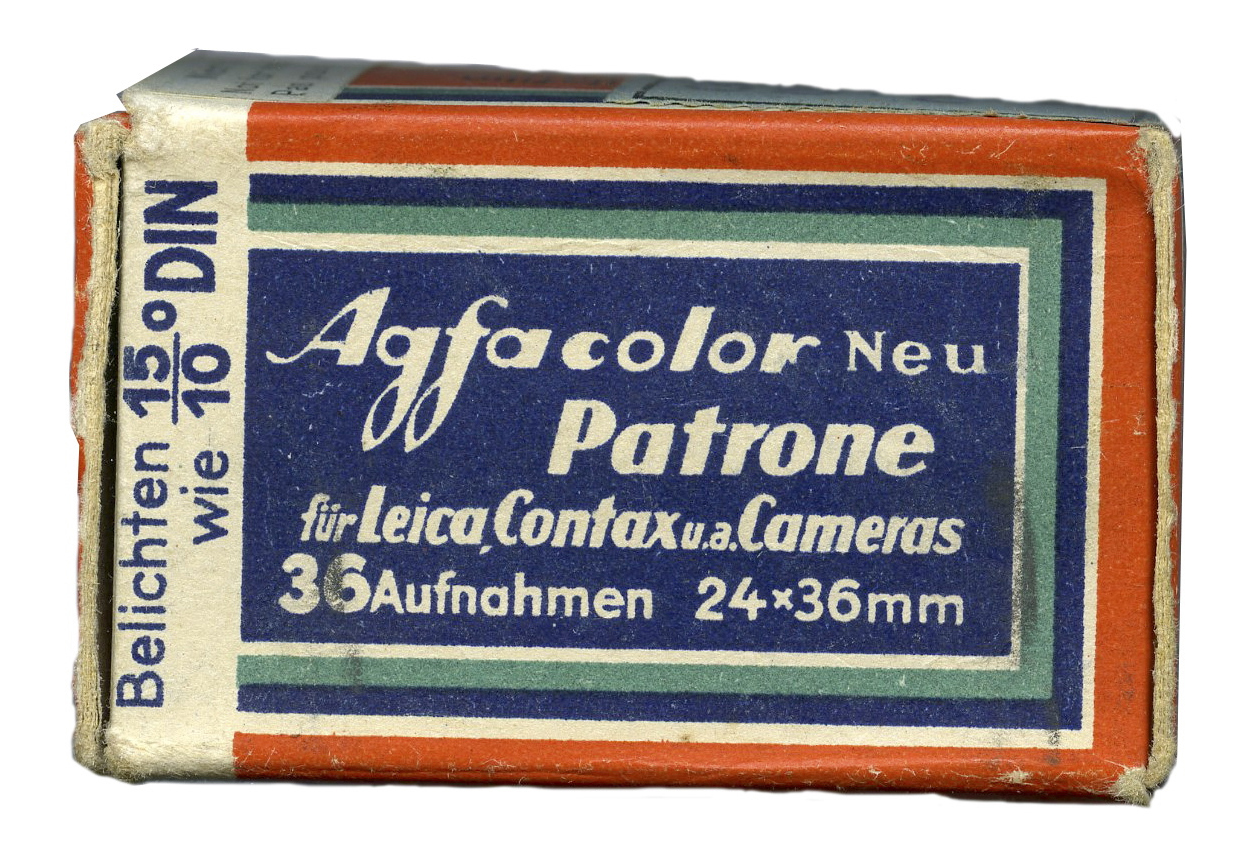
Упаковка фотоплёнки Agfacolor Neu

Agfacolor, «Агфаколор» — торговое название фотоматериалов для цветной фотографии, выпускающихся компанией Agfa в Германии. Впервые это название присвоено в 1932 году фотоплёнкам, выпущенным на основе растровых фотопластинок Agfa-Farbenplatte, аналогичных французским Autochrome. 17 октября 1936 года Agfa представила Agfacolor Neu («Агфаколор нойе», или новый «Агфаколор»), первую в мире многослойную цветную плёнку с хромогенным синтезом цвета. Приставка «нойе» использована для исключения путаницы с устаревшими фотоматериалами на основе лентикулярного растра. Новая хромогенная технология, разработанная в 1912 году Рудольфом Фишером и Иоганном Зигристом, используется в аналоговых фотографии и кинематографе до настоящего времени. 
Первые плёнки Agfacolor была обращаемыми, как и американский Kodachrome, появившийся на год раньше. Однако, цветообразующие компоненты Agfacolor добавлялись непосредственно в зонально-чувствительные эмульсии, а не в раздельные проявители, как у Kodachrome. В результате лабораторная обработка немецкой плёнки была в несколько раз проще и дешевле, что предопределило широкое распространение именно такой технологии. К 1939 году были выпущены негативная и позитивная версии Agfacolor, совершившие революцию в цветном кинематографе. Появилась возможность снимать цветные фильмы обычной кинокамерой, и тиражировать фильмокопии по традиционной негативно-позитивной технологии, более простой, чем американский Technicolor с тремя киноплёнками. До конца Второй Мировой войны немецкие цветные киноплёнки не экспортировались и использовались только немецкой государственной киностудией UFA под контролем министерства пропаганды Германии. 
После 1945 года все немецкие патенты были аннулированы и хромогенные фотоматериалы начали выпускаться большинством производителей, постепенно распространившись по всему миру. Несмотря на очевидные преимущества, хромогенный способ синтеза красителей обладал существенным недостатком: стойкость изображения не выдерживала никакой критики. Негативы и отпечатки выцветали за считанные годы, а под воздействием света за несколько часов. При этом дорогой и сложный «Кодахром» давал невероятно стойкие изображения, часть из которых сохранилась до наших дней в неизменном виде. Поэтому основным направлением совершенствования хромогенной технологии стало повышение долговечности красителей, доведённой к концу XX века почти до уровня чёрно-белых фотоматериалов. 
Сама торговая марка Agfacolor после разделения Германии на оккупационные зоны использовалась как в Западной (Agfa AG, Leverkusen), так и в Восточной Германии (VEB Film und Chemiefaserwerk Agfa Wolfen). В ГДР на предприятия Agfa Wolfen доля цветных многослойных фотоматериалов Agfacolor составляла до 80% от общего выпуска. В 1964 году права на бренд Agfa по взаимному соглашению перешли к западным правообладателям, продолжившим выпуск негативных кинофотоплёнок и цветной фотобумаги под названием Agfacolor.